# Pteropus ornatus
Pteropus ornatus (крилан барвистий) — вид рукокрилих, родини Криланових.

## Опис
Довжина передпліччя: 15–17 см. Має витягнуту морду і великі очі. Сильно змінюється в кольорі, з м'якою шерстю, яка може бути від світло-бурого до темно-червоно-коричневого кольору. Як правило, лице блідо-сіро-коричневе, а задня частина шиї з відтінком блідо-жовтого кольору.

## Поширення
Країни поширення: Нова Каледонія. Схоже, проживає в діапазоні висот від рівня моря до близько 1066 м над рівнем моря. Тримається густих тропічних вологих лісів.

## Поведінка
Живиться тропічними фруктами і квітами, в тому числі це гуава, манго, папая, банан і маракуя. P. ornatus жує фрукти і ковтає сік, випльовуючи м'якоть і насіння, через це, вважається, грає важливу роль в поширенні насіння великої різноманітності рослин. Протягом дня, цей дуже соціальний вид лаштує сідала в «таборах» на сотні або, рідше, тисячі особин, які часто поширюються на кілька гектарів навісу тропічного лісу. Ці табори часто використовуються з покоління в покоління протягом багатьох років і рідко закидаються. Попри нічний спосіб життя, є постійний рух і склоки в таборах і під час холодної або дощової погоди кілька криланів можуть групуватися разом для захисту.
Багато P. ornatus досягає статевої зрілості у віці двох років. Єдине дитинча народжується після періоду вагітності близько шести місяців. Після народження маля залишається з матір'ю протягом трьох-чотирьох місяців, часто ховаючись під її крило протягом дня, і залишаючись на сідалі в нічний час в той час як матір летить за харчами.

## Загрози та охорона
Основною загрозою є місцеве полювання для харчів і традиційного використання. Хвороби також є загрозою для виду. У 1960-і роки захворювання різко скоротили кількість P. ornatus.
Цей вид був зареєстрований в охоронних районах. Місцеве законодавство забороняє комерційну торгівлю і забезпечує тривалий закритий сезон для полювання. Існує необхідність в подальшому забезпечити дотримання цього законодавства.